# Krsko
Krško és una ciutat d'Eslovènia. La ciutat de Krško és coneguda pel fet de tenir l'única central nuclear d'Eslovènia. El gener del 2001, els presidents d'Eslovènia i de Croàcia, van arribar a un acord de copropietat de la planta d'aquesta localitat, assumint-ne la responsabilitat dels residus nuclears i les compensacions sanitàries. Aquest acord entrà en vigor l'1 de gener del 2002.
Les indústries establertes a Krško inclouen construcció, metal·lúrgia, papereria, tèxtil, tractament de fusta, agricultura, comerç i transport. Mentre, el turisme està creixent.
La conca de Krško és fèrtil per la vinya, pomes, peres, préssecs i albercocs. Les vinyes locals produeixen vins com els Cvicek, Laski Rizling, Modra, Frankinja i el blanc i el tint Sremican.
Les vistes inclouen la Cova Kostanjevica, al peu de la serralada Gorjanci. El Bosc Krakovo és l'únic bosc verge d'Eslovènia on el Roure Anglès (Quercus robur) hi creix i el qual serveix d'hàbitat per a molts animals.
Moltes figures de la història eslovena estan relacionats amb la ciutat de Krško. Adam Bohorič, nascut a prop de Brestanica, va ser un gràtic Eslovè. El seu deixeble, Jurij Dalmatin, va néixer a Krško, qui va traduir la Bíblia a l'Eslovè el 1584. L'historiador i erudit Janez Vajkard Valvasor, qui va escriure La Glòria del Duc de Carniola (1689) va fer que Eslovènia fos famosa arreu, va viure un temps a Krško.